# Márianosztra
Márianosztra (Naßraden en allemand) est un village et une commune du comitat de Pest en Hongrie.

## Personnalité
Le lutteur Miklós Szilvási (1925-1969), champion olympique, est né à Márianosztra.